# Spodoptera pectinicornis
Spodoptera pectinicornis là một loài bướm đêm trong họ Noctuidae.

## Hình ảnh

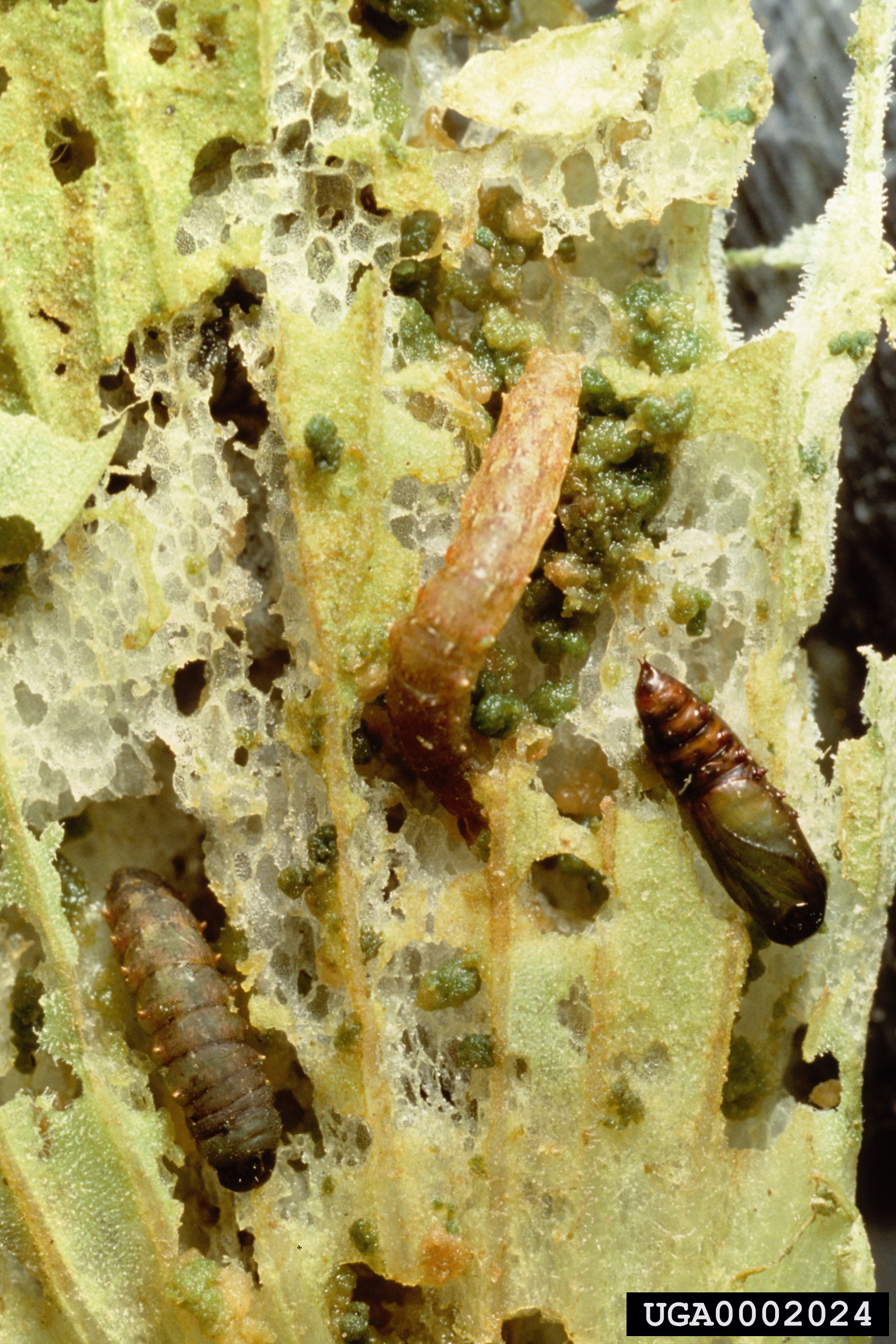